# أوتو كروجر (سياسي)
أوتو كروجر هو سياسي أمريكي، ولد في 7 سبتمبر 1890 في فولينيا في أوكرانيا، وتوفي في 6 يونيو 1963 في لودي في الولايات المتحدة. نشط حزبياً في الحزب الجمهوري. وقد انتخب عضو مجلس النواب الأمريكي ‏.